# 下総小金中野牧跡
下総小金中野牧跡（しもうさこがねなかのまきあと）は、江戸幕府が軍馬育成のための放牧場として現在の千葉県北西部に設置した中野牧の一部。中野牧は、小金五牧最大の牧で、現在の松戸市・柏市・鎌ケ谷市・白井市にまたがって広がり、かつて小金五牧の中核をなした牧であった。
中野牧跡のうち、鎌ケ谷市に所在する捕込跡と勢子土手の遺構が2007年、牧関連としては全国で初めて国の史跡に指定されている。本項では、おもに史跡指定に関する事象について略述する（中野牧の詳細は記事「小金牧#中野牧」参照のこと）。

## 概略
中野牧跡には、野馬（放し飼いの半野生馬）を追い込み捕らえて選り分ける捕込（とつこめ）跡等の牧の遺構が点在している。
捕込跡は、当時「白子捕込」と呼ばれ、文献資料には元文年間（1736年-1740年）に込を増設したことが記されている。それによれば、東、西、南の3つの込跡からなり、本来は約7,000平方メートルの規模を有していたものと考えられる。
東側の込は長方形の平面形状をなしており、土手の基底幅が8.0ないし9.5メートル、高さは2.5ないし3,5メートルの規模を有していた。西側の込は失われている箇所が多いものの、やはり長方形の形状であったと考えられ、基底幅6.0ないし6.5メートル、高さ約4メートルであったと思われる。南側の込は不整長方形を呈し、土手基底幅は8ないし9メートルであったと推測される。東側と西側の込の間、また南側の込の東辺が開放される構造をなしており、東・西の込を仕切る土手の口をはさんだ北側と南側には、幕府の役人が捕馬を検分する平場があった。
込跡の東方約2キロメートル地点にある、現存する土手は、享保年間（1716年-1736年）以降の存在が文献上確認されている勢子土手である。基底の幅は約8メートル、高さは1.2メートルないし2.6メートルの規模で、遺存箇所の長さはおよそ172メートルである。
現地には国史跡を示す石碑と説明板がある。安政5年（1858年）に佐原の清宮秀堅が著したと考えられる『成田山参詣記』には中野牧の隣の下野牧の年1回の野馬捕りの様子が描かれている。

## 史跡指定
下総小金中野牧跡は、1976年（昭和41年）、地元の下津谷達男を中心に鎌ケ谷中学校の教員、生徒の協力を得て調査が行なわれ、翌年、千葉県の県指定史跡となった。
2007年（平成19年）2月6日、江戸幕府が軍馬供給のため北総台地に設けた直轄の牧の一つであり、その軍事力を支えた軍馬生産の様相を知る上で貴重であるとして、遺存状態の良好な捕込跡、勢子土手の一部の遺構が、国の史跡に指定された。史跡名称は「下総小金中野牧跡」である。
ただし、指定区域は、中野牧全体からみればごく一部にすぎず、土手の長さで約0.1パーセント、面積では約0.008パーセントにすぎない。鎌ケ谷市においても史跡指定の際、誤解を招く名称ではないかと指摘された。

## 所在地
- 千葉県鎌ケ谷市東中沢二丁目、初富本町二丁目、東初富一丁目